# Trachycalymma
Trachycalymma là chi thực vật có hoa trong họ Apocynaceae.